# Adj, király, katonát!

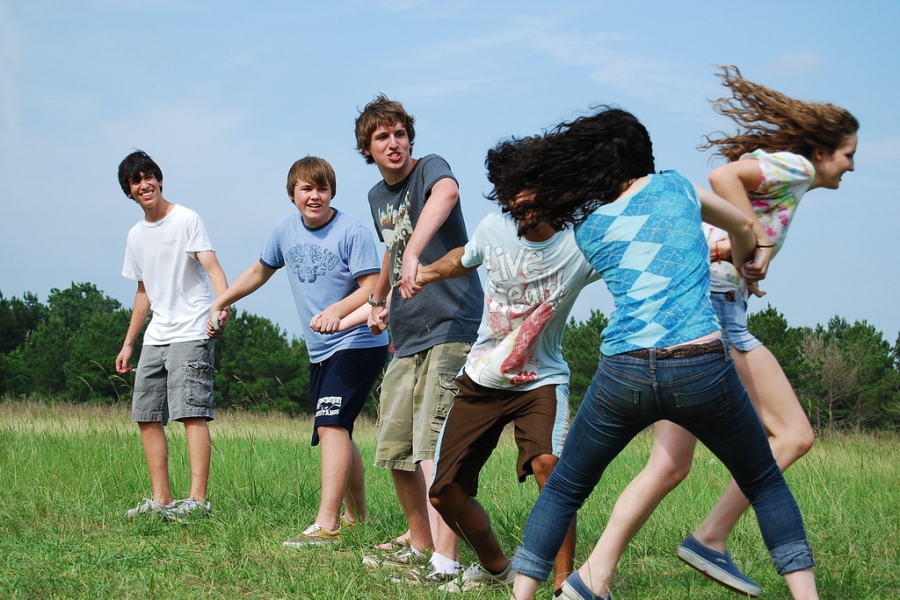

Az „Adj, király, katonát!”  (angol nyelvterületeken Red Rover) egy hagyományos angol népi játék, melyben láncot alkotva két csapat vesz részt egymással szemben. A játék célja, hogy a csapatok tagjai az ellenfél csapatláncának nekifutva átszakítsák azt, hogy onnan egy (korábban) ellenséges játékost maguk mellé állítva a saját csapatuk létszámát megnöveljék egészen addig, míg a másik csapatból kizárólag egy fő marad a játékban.

## Szabályai
Először is feláll a két csapat egymással szemben. Aztán az egyik csapat tagja elmondja a mondókát: Adj, király, katonát! 
Az ellenséges csapat - Nem adunk!
A (Mi) csapatunk - Akkor szakítunk!
Az ellenség - Szakíts, ha bírsz! 
Ekkor a csapatból kiválasztott ember nekirohan az ellenség láncának és ennek két következménye lehetséges:
1. Sikerül áttörni a falat és a két gyerek (akit átszakított a játékos)közül kiválasztja az egyiket és átviszi a saját csapatába.
2. Ha nem sikerül átszakítani, a szakító áll át abba a csapatba, amit megtámadott!
Ezután ugyanezt teszi a másik csapat is.
Ez még addig folytatódik, amíg az egyik csapatban már csak egy fő marad.

## A játék neve más országokban
- Ausztrália: Octopus Tag[2]
- Csehország: Král vysílá své vojsko ("Király küldi seregét")
- Egyesült Királyság: Red Rover (vagy Forcing the city gates)
- Japán: 花一匁 (Hana Ichi Monme)[1](wd)
- Kína: Forcing the City Gates[1]
- Kirgizisztán: Ак терек, көк терек ("Fehér nyárfa, kék nyárfa")
- Németország: Kettenbrechen
- Oroszország (és más szovjet utódállamok): Али-баба (Ali Baba)
- Románia: Ţară, ţară, vrem ostaşi![3] ("Ország, ország, katonákat akarunk!")
- Szerbia: Јелечкиње, барјачкиње (Jelečkinje, barjačkinje)[4]

## Lásd még
- Adj király katonát! (film) 1982-es magyar filmdráma Erdőss Pál rendezésében.